# Julia Thaler
Julia Thaler (* 1983 in München) ist eine deutsche Ökonomin.

## Leben
Nach dem Abitur 2002 am Edith-Stein-Gymnasium studierte sie von 2002 bis 2007 europäische Wirtschaft an der Universität Bamberg Studienschwerpunkt: Personal und Organisation Abschluss: Diplom-Kauffrau (Europa-Studiengang) Diplôme de l'École Supérieure de Commerce de Montpellier. Von 2004 bis 2006 studierte sie an der École Supérieure de Commerce de Montpellier im Doppeldiplomprogramm Studienschwerpunkte: Strategische Unternehmensführung, Management von Nichtregierungsorganisationen. Von 2008 bis 2012 war sie Doktorandin und wissenschaftliche Mitarbeiterin am Lehrstuhl für Allgemeine Betriebswirtschaftslehre, Public und Nonprofit Management der Universität Mannheim. Nach der Promotion 2012 (Dr. rer. pol.) war sie von 2012 bis 2016 Habilitandin Lehrstuhl für Allgemeine Betriebswirtschaftslehre, Public und Nonprofit Management in Mannheim. Von 2015 bis 2016 vertrat sie die Professur für Allgemeine Betriebswirtschaftslehre, insbesondere Public Management der Universität der Bundeswehr München. Nach der Habilitation 2016 und Venia Legendi für das Fach Betriebswirtschaftslehre in Mannheim wurde sie 2017 zur Universitätsprofessorin ernannt.

## Schriften (Auswahl)
- Verhaltensbeeinflussung durch Sozialmarketing. Eine Analyse der Gestaltungsmöglichkeiten. Wiesbaden 2012, ISBN 3-8349-4270-7.